# Кайгородова Галина Миколаївна
Кайгородова Гали́на Миколаївна (нар. 2 серпня 1946, Котельниково, РСФСР) — директор хореографічної гімназії «Кияночка», головний режисер театру «Молодий балет Києва», Заслужений працівник культури України.

## Біографія
1983 року з відзнакою закінчила Київський інститут культури ім. О. Є. Корнійчука (сучасний Київський національний інститут культури та мистецтв). В 2004 закінчила Київський педагогічний університет ім. Б. Грінченка.
В 1985 році разом зі своїм чоловіком Дмитром Кайгородовим засновує культурний центр «Кияночка».
КЦ «Кияночка» — це багатоступенева система хореографічної освіти, у структуру якої входять: школа-дитячий садок, Школа мистецтв, Хореографічна Гімназія «Кияночка», Київський хореографічний коледж, позашкільне відділення, а також театр «Молодий балет Києва».
Творчим колективом КЦ «Кияночка» виховано більше 30-ти лауреатів міжнародних конкурсів класичного танцю. У активі нагороди — Гран-Прі, золоті, срібні, бронзові медалі, кубки, грамоти.
За вагомий внесок у виховання молодого покоління Галина Кайгородова була нагороджена медаллю А. С. Макаренка (1991 р.).
З 1998 року — Заслужений працівник культури України.
За видатні досягнення перед суспільством та вагомий особистий внесок у створення гідного міжнародного іміджу України Галина Кайгородова була нагороджена Орденською Відзнакою — «Суспільне Визнання» (2004 р.).
За багаторічну і плідну роботу в справі виховання учнівської та студентської молоді, вагомий внесок у розвиток хореографічного мистецтва та значні успіхи у формуванні духовності, моральної, художньо-естетичної культури молодих громадян України — нагороджена Почесною Грамотою Міністерства освіти України (2001 р.).
З 2005 року — відмінник освіти України.
В 2015 році нагороджена орденом княгині Ольги ІІІ ступеня.